# Alexander Hamilton
Alexander Hamilton (født 11. januar 1755 eller 1757 på Nevis i Caribien, død 12. juli 1804 i New York) var en amerikansk politiker, skribent, jurist og soldat. 
Som en af den unge republiks mest brillante jurister var han en indflydelsesrig delegat ved den amerikanske konstitutionelle kongres og den ledende forfatter af mange af "The Federalist Papers" som med held forsvarede den amerikanske forfatning over for skeptiske newyorkere. Han lagde også grundlaget for en sund amerikansk økonomi som den første og mest indflydelsesrige amerikanske finansminister. Han oprettede USA's første bank, gav offentlig kredit og lagde grundlaget for amerikansk kapitalisme ved at etablere en børs og råvaremarkeder. For at forsvare sine tiltag mod kritik fra Thomas Jefferson og James Madison etablerede Hamilton USA's første politiske parti, Føderalistpartiet, som han dominerede indtil sin død under en duel med sin politiske modstander Aaron Burr.
Alexander Hamilton anses ofte som en af USA's grundlæggere. Han var forkæmper for principperne om en stærk centraliseret, føderal regering og den vide tolkning af forfatningen, som skulle kendetegne republikkens tidlige fase. Dette var knyttet til hans støtte til et stærkt forsvar, stærke institutioner for næringslivet, reguleret kapitalisme, og det som senere skulle blive kendt som "det amerikanske system". Det indebar en satsning på økonomisk vækst gennem beskyttelsestold, subsidier til industrien og andre tiltag, som han tilrådede i sin Report on Manufactures til USA's kongres. I dette var han modstander af laissez faire-kapitalisme, en svag centralregering og frihandel, som det Demokratisk-republikanske parti grundlagt af Thomas Jefferson var forkæmper for. 

## Unge år
Alexander Hamilton blev født på den caribiske ø Nevis som søn af James Hamilton, en skotsk forretningsmand. Moderen var Rachel Fawcett Lavien, som havde franske aner og var gift med en anden mand. Parret levede adskilt; skilsmisse og indgåelse af nyt ægteskab var ikke tilladt på den tid. Nøjagtigt hvornår Alexander blev født er usikkert. Selv hævdede han, at det var i 1757. Nyere undersøgelser af retsbøger i Sankt Croix angiver, at han blev født i 1755, og dette årstal bliver ofte angivet nu. Man kan spekulere over hvorfor Alexander Hamilton besluttede sig for at manipulere med sin egen alder, men om man kan bebrejde ham er en anden ting, eftersom han var ældre end den gennemsnitlige student på King's College (nu Columbia University).
Han blev forladt af sin far, og moderen døde, mens han var teenager, og han blev passet af slægtninge, som gav ham job som kontorassistent på Saint Croix. Han arbejdede for Nicholas Cruger. Ikke længe efter at Hamilton begyndte i firmaet, tog Cruger på en udenlandsrejse og lod den nyansatte dreng tage hånd om forretningerne. Hamilton talte flydende fransk, et almindeligt sprog i Caribien, men unormalt i de engelske kolonier i Amerika.
Som teenager skrev Hamilton et brev om en tropisk orkan, som havde hærget Caribien. Brevet blev trykt i en lokal avis og var så dramatisk skrevet, at det vakte opsigt; byen samlede penge sammen for at give Hamilton mulighed for at rejse til de engelske kolonier i Amerika. Efter seks måneder i New Jersey bosatte Hamilton sig i New York City og fortsatte sin uddannelse. Han studerede anatomi på King's College; planen var oprindeligt at blive læge, da han som barn var meget fascineret af medicin - en ambition og interesse han delte med sin barndomsven og adoptivbror Edward Stevens, hvis far, Thomas Stevens, havde taget Hamilton til sig.
Et besøg i Boston fik ham til at støtte kolonisternes stadig stigende modstand mod det britiske styre. Han kastede sig ind i sagen med stor glød. I 1774-1775 skrev han to indflydelsesrige pamfletter under pseudonymet John Jay. De viser forbløffende modenhed og er højt vurderet blandt de politiske skrifter fra den tid. Han organiserede et artillerikompagni, ledede det og fik Nathanael Greene og George Washingtons anerkendelse for sit mod og dygtighed under felttoget i 1776 i New York.
Hamilton sluttede sig til Washingtons stab i marts 1777 med titel af oberstløjtnant, og gennem fire år arbejdede han som Washingtons privatsekretær og betroede rådgiver.  
De vigtige områder, han blev betroet, viser Washingtons totale tillid til hans evner og karakter. 
Den 14. december 1780 giftede han sig med Elizabeth Schuyler, datter af general Philip Schuyler. Han blev med dette ægteskab indgift i en af de mest ansete familier i New York.
Hamilton var ivrig efter at udmærke sig militært og blev utålmodig over at have en stilling, han anså som bundet til Washington. I februar 1781 benyttede han anledningen, da han fik en lettere reprimande, til at vælge stillingen i Washingtons stab fra. Efter det fik han kommandoen over et infanteriregiment og vandt anerkendelse ved Yorktown, hvor han angreb og indtog nogle af de britiske stillinger.
Efter krigen var han medlem af den kontinentale kongres fra 1782 til 1783 og trak sig så tilbage for at åbne praksis som jurist i New York. Hans politiske karriere fortsatte, da han deltog i The Annapolis Convention i 1786, en konference, hvor udsendte fra fem af de tretten amerikanske stater diskuterede handelsproblemer i den nye stat.
Hamilton var også medlem af staten New Yorks lovgivende forsamling og deltog ved grundlovsforsamlingen i 1787. Der argumenterede han for en stærk centralregering, inklusive en præsident med funktion tilsvarende en konge, men uden at kongemagten var arvelig og med et overhus tilsvarende det, man havde i Storbritannien. For dette blev han længe hånet af politiske modstandere for at være monarkist. Hamilton hævdede også, at senatorerne skulle vælges for livstid, og at stemmer til senatsvalget skulle knyttes til økonomisk status. Han var også en stærk modstander af slaveriet.
Den amerikanske forfatning blev ikke vedtaget langs de linjer, Hamilton foreslog, men han var alligevel en drivende kraft bag ratificeringen af den i staten New York. Han var også den vigtigste bidragsyder til "Federalist Papers", som havde stor indflydelse under debatten om ratificering af forfatning.

## Under Den Amerikanske Revolution
I perioden op til Den Amerikanske Revolution gik Alexander Hamilton på King's College, hvor patriotismen kun løbende voksede blandt eleverne, og derfor tilmeldte han sig et frivilligt borgermilits med navnet "Hearts of Oak" med nogle klassekammerater, efter Slaget ved Lexington og Concord mellem New Yorkere og Britiske soldater.

## Finansminister
Efter råd fra handelsmanden Robert Morris udnævnte præsident George Washington Hamilton som USA's første finansminister. Han havde stillingen fra september 1789 til januar 1795, og det er for dette, at Hamilton er kendt som en af USA's største statsmænd.
Hamiltons tid som USA's første finansminister var præget af opfindsomhed, planlægning og brillante rapporter. Efter bare en måned i embedet foreslog han etablering af en sømilitær afdeling for at modarbejde smugleri og for at forbedre skattebetalingerne. Sommeren efter autoriserede Kongressen en styrke på ti sejlskibe, som blev forløberen for De forenede staters kystvagt. Han spillede også en vigtig rolle i etableringen af De forenede staters marine. Hamiltons klarsynede og kreative hoved koblet med stor arbejdskapacitet medførte mange forslag til Kongressen. Blandt forslagene var indførselstold og forbrugsbeskatning for at skaffe statskassen indtægter og opmuntre til amerikansk produktion. Han fremlagde også et omfattende forslag om at dække de tretten staters gæld fra Uafhængighedskrigen ved, at føderationen tog ansvar for gælden og lagde planer for USA's nationalbank.
I 1790 fremlagde Hamilton en plan for at tage hånd om nationens omfattende gæld, både inden- og udenlands. Han foreslog at afdrage al udenlandsk gæld for at genvinde nationens kreditværdighed. Den føderale regering kunne så udstede obligationer for at afdrage indenlandsk gæld. Han argumenterede med, at dette ville medføre, at de velstående og talentfulde fik andel i den nye stats succes. Planen medførte, at den føderale regering overtog gælden for de tretten stater, noget som ville stabilisere unionen. Dette ville virke, fordi kreditorerne ville ønske, at staterne skulle blomstre, så de kunne få deres penge, men så ville unionen få problemer. Hvis derimod de samme kreditorer behøvede den føderale regering, ville unionen udvikle sig. Hamilton bad også Kongressen om en skat på whisky og høj indførselstold for at hjælpe med at afdrage gælden og øge indenlandsk produktion. Kongressen gav ham whiskyskatten og tolden, men med lavere satser end han havde bedt om. Han bad også Kongressen om lov til at etablere en nationalbank for at hjælpe regeringen med at indfri sine finansielle forpligtelser og at etablere en national valuta for at kunne tilbyde kredit.
Hamiltons økonomiske planer var vigtige ikke bare for genrejsningen af nationens kreditværdighed og ønsket om at løsne nationens afhængighed af import fra Storbritannien, men også fordi de resulterede i USA's første nationale, politiske partier.
Hamilton var modstander af langvarige gældsbyrder og mente, at gæld var en svaghed, som burde undgås bortset fra ekstreme situationer. Han etablerede en fond, hvis formål var at betale al offentlig gæld, og han skrev en række artikler, hvor han talte mod varig offentlig gæld.
I januar 1790 fremlagde han "Report on the Public Credit" (rapport om statens kredit). Det var en milepæl i USA's finansielle historie og markerede slutningen på en årrække med dårlig finanspolitik og misligholdelse af gæld, som havde ødelagt USA's kreditværdighed. Hemmeligheden ved den britiske økonomiske overlegenhed og dette lands stabile styre var, ifølge Hamilton, Storbritanniens greb om sine finanser. James Madison og Thomas Jefferson var stærkt imod Hamiltons finansielle planer. De argumenterede med, at en bank var i strid med forfatningen, at de oprindelige kreditorer ofte solgte deres gældsbreve, og at de nye ejere, som for det meste boede i Nordstaterne, ikke havde krav på at få dem indfriet. Hamilton svarede med, at de rige og mægtige mænd i hver stat, som ejede statslige gældsbreve, ville være loyale over for den nationale regering. Uden denne loyalitet risikerede den nye nation ikke at kunne få tilstrækkelig kredit i mulige fremtidige krige. Efter seks måneder med uforsonlig debat mødtes Hamilton, Jefferson og Madison og udarbejdede et kompromis . USA`s hovedstad skulle flyttes fra New York City til Philadelphia i ti år, derefter etableres permanent i det, som senere skulle kaldes Washington DC (District of Columbia). Med dette ville Hamiltons finansforslag kunne godtages.
Stærk modstand mod at afgiftsbelægge alkohol førte til whiskyoprøret i det vestlige Pennsylvania og Virginia i 1794. Hamilton mente, at lydighed over for vedtagne love var vigtig, så han fulgte præsident George Washington og de føderale tropper for at hjælpe med at slå oprøret ned. Det skete uden tab af liv.

## Links
- Alexander Hamilton at MetaLibri.

- Wikimedia Commons har flere filer relateret til Alexander Hamilton

- Wikisource har kildemateriale til denne artikel hentet fra Alexander Hamilton og den nordamerikanske Unionsforfatning af Harald Høffding (1889)